# Irreligious
Irreligious — второй студийный альбом португальской готик-метал группы Moonspell, вышедший в 1996 году.
Irreligious получил смешанную прессу; по мнению многих критиков, на альбоме яркие и запоминающиеся песни чередуются с проходными. Песня «Opium» была выпущена на сингле, а также на неё был снят видеоклип. Альбом разошёлся в количестве более чем 10 000 копий в Португалии и продержался 8 недель в немецком Top 50.
В поддержку альбома Moonspell отыграли два европейских тура с Samael и Type O Negative.

## Список композиций
| №                   | Название                     | Длительность |
| ------------------- | ---------------------------- | ------------ |
| 1.                  | «Perverse… Almost Religious» | 1:07         |
| 2.                  | «Opium»                      | 2:46         |
| 3.                  | «Awake»                      | 3:05         |
| 4.                  | «For a Taste of Eternity»    | 3:51         |
| 5.                  | «Ruin & Misery»              | 3:47         |
| 6.                  | «A Poisoned Gift»            | 5:33         |
| 7.                  | «Subversion»                 | 2:42         |
| 8.                  | «Raven Claws»                | 3:13         |
| 9.                  | «Mephisto»                   | 4:56         |
| 10.                 | «Herr Spiegelmann»           | 4:33         |
| 11.                 | «Full Moon Madness»          | 6:47         |
| Общая длительность: | Общая длительность:          | 42:39        |

## Участники записи
- Фернанду Рибейру — вокал
- Рикарду Аморим — гитара
- Жуан Педру («Арес») — бас-гитара
- Педру Пайшан — синтезаторы и семплеры
- Мигел Гашпар — ударные
- Биргит Цахер (нем. Birgit Zacher) — сессионная вокалистка на «Raven Claws»
- Маркус Фрайвальд (нем. Markus Freiwald) — сессионный перкуссионист на «For a Taste of Eternity»